# إل كانزونييري

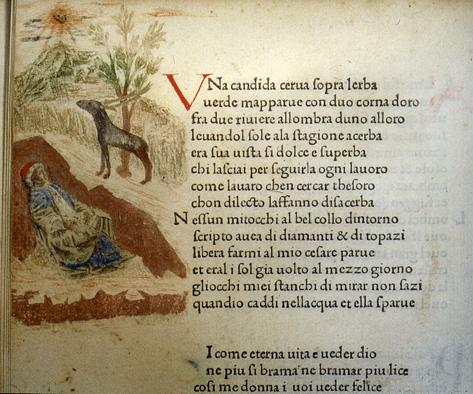
بعد اختراع الطباعة، زودت النسخ الأولى من الكتاب بالصور.

إل كانزونييري (بالإيطالية: Il Canzoniere)‏ أو كتاب الأغاني، والمعروف أيضاً باسم ريمي سبارسي (بالإيطالية: Rime Sparse)‏ أو قواف متفرقة، لكن عنوانه الأصلي ريروم فولغاريوم فراغمنتا (باللاتينية: Rerum vulgarium fragmenta) أي متفرقات مؤلفة بالعامية. هو عبارة عن مجموعة من القصائد التي كتبها الإنساني والشاعر والكاتب الإيطالي فرانشيسكو بترارك.